# قطعنامه ۱۰۸۶ شورای امنیت
قطعنامه  ۱۰۸۶ شورای امنیت سازمان ملل متحد که در تاریخ ۰۵ دسامبر ۱۹۹۶ تصویب شد، سندی بین‌المللی دربارهٔ مسئلهٔ در مورد هاییتی است. این قطعنامه طی نشست ۳۷۲۱ام با ۱۵ رای موافق، ۰ مخالف و ۰ ممتنع تصویب شد.